# 2009–2010-es magyar labdarúgókupa
A 2009–2010-es magyar kupa a területi selejtezőkkel már 2008 nyarán megkezdődött. A területi selejtezők győztesei a megyei, a megyei selejtezők győztesei pedig az országos főtáblára jutottak. Az országos főtábla első fordulóját 2009 augusztusában rendezték, melyen a megyei selejtezők továbbjutói léptek pályára. Az NB II-es együttesek többsége a második fordulóban, az élvonalbeli együttesek többsége a harmadik körben kapcsolódott be a versengésbe.

## Az országos főtábla eredményei

### Első forduló
Az NB II-es Szigetszentmiklósi TK erőnyerő volt.
| 1. csapat                            | Eredmény     | 2. csapat                             |
| ------------------------------------ | ------------ | ------------------------------------- |
| 2009. augusztus 5.                   |              |                                       |
| Szőlőskert–Nagyréde SC (megyei I.)   | 3–7          | Mezőkövesd Zsóry FC (NB II)           |
| 2009. augusztus 7.                   |              |                                       |
| Paksi FC II. (NB III)                | 1–2          | Szentlőrinc SE (NB III)               |
| 2009. augusztus 8.                   |              |                                       |
| Balatonkeresztúr KSK (megyei I.)     | 1–3          | Hévíz FC (NB II)                      |
| Lébény SE (megyei I.)                | 2–1          | Sárvár FC (NB III)                    |
| Nagykanizsai TE 1866 MÁV (NB III)    | 1–3          | Nagyatád FC (NB III)                  |
| Törteli KSK (megyei III.)            | 1–6          | Orosháza FC (NB III)                  |
| Nyirbátor FC (megyei I.)             | 3–0          | Berettyóújfalui SE (NB III)           |
| Monostorpályi KSE (megyei III.)      | 0–4          | Mátészalkai MTK (megyei III.)         |
| Markaz FC (megyei II.)               | 0–6          | Diósgyőri VTK II. (NB III)            |
| Tápiószecső FC (megyei I.)           | 1–3          | Jánoshidai SE (megyei I.)             |
| Soproni VSE (NB III)                 | 2–3          | Répcelak SE (NB III)                  |
| 2009. augusztus 9.                   |              |                                       |
| Újpest FC II. (NB III)               | 1–2          | Balassagyarmat SE (NB III)            |
| Bajcs SE (megyei I.)                 | 0–4          | Celldömölki VSE (NB III)              |
| Lövő SE (megyei II.)                 | 5–2          | Nemesszalók ESE (megyei II.)          |
| Ugod SE (megyei II.)                 | 1–4          | Mosonmagyaróvári TE 1904 (NB III)     |
| Rábapatyi KSK (megyei I.)            | 4–3          | KSE Csesztreg (NB III)                |
| Teskánd SE (megyei I.)               | 3–0          | Táplán SE (megyei I.)                 |
| Kentaur ASC (megyei I.)              | 0–0 b.:12–13 | Rum KSC (megyei I.)                   |
| Ják SE (megyei II.)                  | 2–01         | Police–Ola LSK (megyei II.)           |
| Kaposmérői SE (megyei I.)            | 1–0          | Gránit Gyógyfürdő SE (megyei I.)      |
| Öreglaki MEDOSZ (megyei II.)         | 1–4          | Semjénháza SE (megyei I.)             |
| Pellérd SE (megyei I.)               | 1–6          | Bonyhád Völgység LC (megyei I.)       |
| Pogány SE (megyei I.)                | 3–1          | Szekszárdi UFC (NB III)               |
| Dunaföldvár FC (megyei I.)           | 4–1          | Szigetvári Zrínyi MSE (megyei I.)     |
| Szajki SE (megyei III.)              | 1–1 te.: 3–4 | Kalocsai FC (megyei I.)               |
| Herendi PSK (megyei I.)              | 2–3          | Bakonycsernyei Bányász SE (megyei I.) |
| Dörögdi Medence SE (megyei I.)       | 2–1          | Pákozd SE (megyei I.)                 |
| Ősi PSE (megyei II.)                 | 1–6          | Pálhalmai SE (megyei I.)              |
| Öskü MFC (megyei I.)                 | 2–3          | Sárosd NSC (megyei I.)                |
| Kinizsi SC Szabadegyháza (megyei I.) | 7–2          | Ajka Kristály SE (megyei I.)          |
| Balatonszárszó SE (megyei I.)        | 1–3          | Veszprém FC (NB III)                  |
| Tisza Volán (NB III)                 | 4–2          | Kecskeméti TE II. (NB III)            |
| Harkakötönyi TSE (megyei III.)       | 1–2          | Algyő SK (NB III)                     |
| Csanytelek SC (megyei II.)           | 0–2          | Harta SE (megyei I.)                  |
| Tótkomlósi TC (megyei II.)           | 0–2          | Ladánybenei FC (megyei I.)            |
| Kisújszállási SE (megyei II.)        | 1–1 te.: 2–4 | Kondorosi TE (megyei I.)              |
| Vajai II. Rákóczi F. SE (megyei II.) | 2–3          | Nyírábrányi KSE (megyei II.)          |
| Cigánd SE (NB III)                   | 2–4          | Nyírmadai ISE (NB III)                |
| Tállya KSE (megyei I.)               | 1–3          | Mándok KSE (megyei I.)                |
| FC Tiszaújváros (megyei I.)          | 1–3 hu.      | Kemecse SE (NB III)                   |
| Sárospataki TC (megyei II.)          | 2–0          | Várda SE (NB III)                     |
| Gönc VMSE (megyei II.)               | 1–2          | Tiszalök VSE (NB III)                 |
| Hevesi LSC (megyei I.)               | 5–1          | Aszaló SE (megyei I.)                 |
| Istenmezeje SE (megyei II.)          | 1–2          | Putnok VSE (NB III)                   |
| KSE Karancslapujtő (megyei I.)       | 0–2          | Turai VSK (NB III)                    |
| Verőce SE (megyei II.)               | 2–2 b.: 3–4  | Mátranovák VSC (megyei I.)            |
| Vácduka KSK (megyei III.)            | 2–3          | Szügy SE (megyei I.)                  |
| Babcsán Művek SC (megyei III.)       | 1–6          | Vasas II. (NB III)                    |
| Sülysáp KSK (megyei II.)             | 0–1          | Jászladányi ESE (megyei I.)           |
| Gázművek MTE (BLSZ I.)               | 0–5          | Érdi VSE (NB III)                     |
| Törökbálinti TC (NB III)             | 3–4          | Újbuda LTC (NB III)                   |
| Pénzügyőr SE (NB III)                | 2–2 b.: 4–5  | Rákosmenti KSK (NB III)               |
| Koroncó SE (megyei I.)               | 3–5          | Sárisáp–SIKÉR SE (NB III)             |
| Lábatlani Egyetértés SE (megyei I.)  | 0–8          | Győrszemere KSK (megyei I.)           |
| Kömlőd KSK (megyei III.)             | 0–4          | Börcs KSK (megyei II.)                |

A Ják SE csapatát túl sok csere miatt kizárták, ezért a Police–Ola LSK jutott tovább.

### Második forduló
A Gyirmót SE és az FC Tatabánya erőnyerő volt.
| 1. csapat                             | Eredmény | 2. csapat                             |
| ------------------------------------- | -------- | ------------------------------------- |
| 2009. augusztus 19.                   |          |                                       |
| Mosonmagyaróvári TE 1904 (NB III)     | 1–0      | Celldömölki VSE (NB III)              |
| Kaposmérői SE (megyei I.)             | 0–3      | Kozármisleny SE (NB II)               |
| Pogány SE (megyei I.)                 | 3–4      | Kaposvölgye VSC (NB II)               |
| Pálhalmai SE (megyei I.)              | 1–0      | Bonyhád Völgység LC (megyei I.)       |
| Tisza Volán (NB III)                  | 2–4      | Békéscsaba Előre SE (NB II)           |
| Sárospataki TC (megyei II.)           | 1–2      | Baktalórántháza VSE (NB II)           |
| Putnok VSE (NB III)                   | 2–1      | Kemecse SE (NB III)                   |
| Jászladányi ESE (megyei I.)           | 2–3      | Mezőkövesd Zsóry FC (NB II)           |
| Ladánybenei FC (megyei I.)            | 4–5 hu.  | Szolnoki MÁV (NB II)                  |
| Jánoshidai SE (megyei I.)             | 4–3      | Hevesi LSC (megyei I.)                |
| Újbuda LTC (NB III)                   | 0–1      | Szigetszentmiklósi TK (NB II)         |
| Érdi VSE (NB III)                     | 2–3      | Vecsési FC (NB II)                    |
| Százhalombattai LK (NB III)           | 2–4      | Budaörsi SC (NB II)                   |
| Tura VSK (NB III)                     | 4–2      | BKV Előre (NB II)                     |
| Rákosmenti KSK (NB III)               | 1–2      | Tököl KSK (NB III)                    |
| Jászberényi SE (NB III)               | 0–4      | Ceglédi VSE (NB II)                   |
| 2009. augusztus 20.                   |          |                                       |
| Vasas II. (NB III)                    | 0–3      | Balassagyarmat SE (NB III)            |
| Mándok KSE (megyei I.)                | 4–1      | Bőcs KSC (NB II)                      |
| Lébény SE (megyei I.)                 | 1–0      | Répcelak SE (NB III)                  |
| Lövő SE (megyei II.)                  | 3–0      | Rábapatyi KSK (megyei I.)             |
| Rum KSC (megyei I.)                   | 0–5      | Zalaegerszegi TE II (NB II)           |
| Dörögdi Medence SE (megyei I.)        | 1–2      | Hévíz FC (NB II)                      |
| Semjénháza SE (megyei I.)             | 2–3      | FC Ajka (NB II)                       |
| Teskánd SE (megyei I.)                | 0–2      | BFC Siófok (NB II)                    |
| Börcs KSK (megyei II.)                | 0–6      | Videoton–Puskás Akadémia (NB II)      |
| Sárisáp-SIKÉR SE (NB III)             | 1–3      | Győri ETO II. (NB II)                 |
| Győrszemere KSK (megyei I.)           | 6–0      | Bakonycsernyei Bányász SE (megyei I.) |
| Sárosd NSC (megyei I.)                | 0–1      | Bajai LSE (NB III)                    |
| Harta SE (megyei I.)                  | 2–1      | Dunaföldvár FC (megyei I.)            |
| Kinizsi SC Szabadegyháza (megyei II.) | 11–1     | Kalocsai FC (megyei I.)               |
| Algyő SK (NB III)                     | 1–4      | Orosháza FC (NB III)                  |
| Kondorosi TE (megyei I.)              | 1–3      | Makói FC (NB II)                      |
| Nyírmadai ISE (NB III)                | 4–2      | Diósgyőri VTK II. (NB III)            |
| Tiszalök VSE (NB III)                 | 0–3      | DVSC–DEAC (NB II)                     |
| Nyírábrány KSE (megyei II.)           | 1–2      | Mátészalkai MTK (megyei II.)          |
| ESMTK (NB III)                        | 2–3      | Dunakanyar-Vác (NB II)                |
| Mátranovák VSC (megyei I.)            | 2–10     | MTK Budapest II. (NB II)              |
| Szügy SE (megyei I.)                  | 0–5      | REAC (NB II)                          |
| 2009. augusztus 26.                   |          |                                       |
| Nagyatád FC (NB III)                  | 1–3      | Pécsi MFC (NB II)                     |
| Szentlőrinc SE (NB III)               | 0–1      | Barcsi SC (NB II)                     |
| Nyírbátor FC (megyei I.)              | 4–0      | Kazincbarcikai SC (NB II)             |
| 2009. szeptember 23.                  |          |                                       |
| Police–Ola LSK (megyei II.)           | 0–5      | Veszprém FC (NB III)                  |

### Harmadik forduló
A 3. fordulóban a Debreceni VSC, az Újpest, a Haladás és a Budapest Honvéd kivételével az összes élvonalbeli csapat bekapcsolódott.
| 1. csapat                             | Eredmény | 2. csapat                     |
| ------------------------------------- | -------- | ----------------------------- |
| 2009. szeptember 9.                   |          |                               |
| Putnok VSE (NB III)                   | 2–3      | DVSC–DEAC (NB II)             |
| 2009. szeptember 15.                  |          |                               |
| Mosnmagyaróvári TE 1904 (NB III)      | 0–7      | Győri ETO                     |
| Hévíz FC (NB II)                      | 0–3      | Zalaegerszegi TE              |
| 2009. szeptember 16.                  |          |                               |
| Lébény SE (megyei I.)                 | 0–6      | Gyirmót SE (NB II)            |
| Lövő SE (megyei II.)                  | 1–8      | FC Ajka (NB II)               |
| Győri ETO II. (NB II)                 | 0–2      | Lombard Pápa                  |
| Győrszemere KSK (megyei I.)           | 1–5 hu.  | FC Tatabánya (megyei I.)      |
| Kinizsi SC Szabadegyháza (megyei II.) | 0–3      | Kaposvölgye VSC (NB II)       |
| Pálhalmai SE (megyei I.)              | 2–1      | BFC Siófok (NB II)            |
| Kozármisleny SE (NB II)               | 0–1      | Paksi FC                      |
| Zalaegerszegi TE II. (NB II)          | 1–5      | Pécsi MFC (NB II)             |
| Tököl KSK (NB III)                    | 2–1      | Barcsi SC (NB II)             |
| Videoton–Puskás Akadémia (NB II)      | 0–3      | Videoton                      |
| Ceglédi VSE (NB II)                   | 1–0      | Békéscsaba Előre SE (NB II)   |
| Bajai LSE (NB III)                    | 2–1      | Makó FC (NB II)               |
| Orosháza FC (NB III)                  | 0–3      | Kecskeméti TE                 |
| Harta SE (megyei I.)                  | 1–7      | Szolnoki MÁV (NB II)          |
| Mátészalkai MTK (megyei II.)          | 0–6      | Mezőkövesd–Zsóry (NB II)      |
| Nyírmadai ISE (NB III)                | 2–0      | Nyíregyháza Spartacus         |
| Mándok KSE (megyei I.)                | 1–2      | Diósgyőri VTK                 |
| Nyírbátor FC (megyei I.)              | 2–1 hu.  | Baktalórántháza VSE (NB II)   |
| Vecsési FC (NB II)                    | 0–5      | MTK Budapest                  |
| Dunakanyar-Vác (NB II)                | 2–0      | Budaörsi SC (NB II)           |
| MTK Budapest II (NB II)               | 2–0      | Ferencvárosi TC               |
| Turai VSK (NB III)                    | 5–4 hu.  | Vasas                         |
| Balassagyarmat SE (NB III)            | 1–7      | REAC (NB II)                  |
| Jánoshidai SE (megyei I.)             | 0–2      | Szigetszentmiklósi TK (NB II) |
| 2009. szeptember 29.                  |          |                               |
| Veszprém FC (NB III)                  | 1–2      | Kaposvári Rákóczi             |

### Negyedik forduló
| 1. csapat                | Eredmény     | 2. csapat                     |
| ------------------------ | ------------ | ----------------------------- |
| 2009. szeptember 29.     |              |                               |
| Pécsi MFC (NB II)        | 0–1 hu.      | Zalaegerszegi TE              |
| 2009. szeptember 30.     |              |                               |
| FC Tatabánya (NB II)     | 1–2          | Lombard Pápa                  |
| FC Ajka (NB II)          | 1–5          | Győri ETO                     |
| Bajai LSE (NB III)       | 0–1          | Haladás                       |
| Kaposvölgye VSC (NB II)  | 1–0          | Paksi FC                      |
| Pálhalmai SE (megyei I.) | 1–4          | Videoton                      |
| Turai VSK (NB III)       | 0–6          | MTK Budapest                  |
| MTK Budapest II. (NB II) | 0–4          | Újpest                        |
| Ceglédi VSE (NB II)      | 1–3          | Kecskeméti TE                 |
| Tököli KSK (NB III)      | 0–1          | Szigetszentmiklósi TK (NB II) |
| REAC (NB II)             | 1–4          | Szolnoki MÁV (NB II)          |
| Nyírbátor FC (megyei I.) | 0–4          | Diósgyőri VTK                 |
| Mezőkövesd–Zsóry (NB II) | 4–2          | DVSC–DEAC (NB II)             |
| 2009. október 7.         |              |                               |
| Gyirmót SE (NB II)       | 1–1 te.: 4–5 | Kaposvári Rákóczi             |
| Nyírmadai ISE (NB III)   | 2–8          | Debreceni VSC                 |
| Dunakanyar-Vác (NB II)   | 0–2          | Budapest Honvéd               |

A Pálhalma–Videoton mérkőzés félbeszakadt.

### Nyolcaddöntő
| 1. csapat                             | Össz.      | 2. csapat                     | 1. mérk. | 2. mérk. |
| ------------------------------------- | ---------- | ----------------------------- | -------- | -------- |
| 2009. október 20., 21., 22., 27., 28. |            |                               |          |          |
| Haladás                               | 1–3        | Zalaegerszegi TE              | 0–2      | 1–1      |
| Győri ETO                             | 3–1        | Kaposvári Rákóczi             | 1–1      | 2–0      |
| Videoton                              | 3–0        | Lombard Pápa                  | 3–0      | 0–0      |
| Kecskeméti TE                         | 4–11       | Újpest                        | 2–5      | 2–6      |
| Szolnoki MÁV (NB II)                  | 4–4 (i.g.) | Budapest Honvéd               | 4–1      | 0–3      |
| Kaposvölgye VSC (NB II)               | 4–5        | Szigetszentmiklósi TK (NB II) | 2–2      | 2–3      |
| MTK Budapest                          | 6–0        | Diósgyőr                      | 3–0      | 3–0      |
| Mezőkövesd–Zsóry (NB II)              | 4–8        | Debreceni VSC                 | 1–4      | 3–4      |

### Negyeddöntő
| 1. csapat                         | Össz. | 2. csapat        | 1. mérk. | 2. mérk.     |
| --------------------------------- | ----- | ---------------- | -------- | ------------ |
| 2009. november 11., 13., 17., 25. |       |                  |          |              |
| Szigetszentmiklósi TK (NB II)     | 1–6   | Zalaegerszegi TE | 0–3      | 1–3          |
| Videoton                          | 0–2   | Újpest           | 0–1      | 0–1          |
| Budapest Honvéd                   | 2–1   | Győri ETO        | 1–1      | 1–0          |
| Debreceni VSC                     | 2–2   | MTK Budapest     | 2–0      | 0–2 te.: 5–4 |

### Elődöntő
| 1. csapat                      | Össz. | 2. csapat        | 1. mérk. | 2. mérk. |
| ------------------------------ | ----- | ---------------- | -------- | -------- |
| 2010. március 23., április 13. |       |                  |          |          |
| Budapest Honvéd                | 2–3   | Debreceni VSC    | 1–1      | 1–2      |
| Újpest                         | 0–1   | Zalaegerszegi TE | 0–1      | 0–0      |

### Döntő
| 2010. május 26. 19:00 |

| Debreceni VSC                 | 3–2                         | Zalaegerszegi TE          |
| ----------------------------- | --------------------------- | ------------------------- |
| Coulibaly 24' 68' Yannick 31' | (2–1) Jegyzőkönyv Részletek | Pavićević 42' Rudņevs 70' |

| Puskás Ferenc Stadion, Budapest Nézőszám: 5000 Játékvezető: Vad II István (magyar) |

A Debreceni VSC MK-ban mérkőzésre nevezett játékosai: Angyal Norbert, Bernáth Csaba, Bodnár László, Bódi Ádám, Adamo Coulibaly, Czvitkovics Péter, Dombi Tibor, Éles Szilárd, Feczesin Róbert, Fodor Marcell, Kardos Norbert, Katona Atila, Kerekes Zsombor, Komlósi Ádám, Korhut Mihály,Kiss Zoltán, Laczkó Zsolt, 
Leandro de Almeida, Hugo Leonardo Pereira Nascimento, Ludánszki Bence, Mészáros Norbert, Mirszad Mijadinoszki, Oláh Gergő, Oláh Lóránt, Đorđe Pantić, Rezes László, Spitzmüller István, Szakály Péter, Szélesi Zoltán, Szilágyi Péter, Szűcs István, Tóth Csaba, Tóth Lajos András, Varga József, Vinicius Galvão Leal, Verpecz István, Luis Arcángel Ramos Colón, Dudu Machperlin Omagbemi, Lucas Marcolini Dantas Bertucci, Mbengono Andoa Yannick, Etogo Essema Awoundza

## Lásd még
- 2009–2010-es magyar labdarúgó-bajnokság (első osztály)

## Külső hivatkozások
- A 2009–2010-es kiírás szabályzata (MLSZ)